# باله‌خاری پارین
باله‌خاری پارین (نام علمی: Diretmichthys parini) نام یک گونه از تیره ماهیان باله‌خاری است.